# Melena
Melena är en svart avföring som bland annat förekommer vid blödningar i övre delen av mag- och tarmkanalen, vid exempelvis  magsår, cancer eller polyp. Den svarta färgen orsakas av oxidation av det järn som finns i blodets hemoglobin under dess passage genom tjocktarmen.

## Melena och hematochezi
Gastrointestinala blödningar som kommer från tjocktarmen eller rektum orsakar främst rödfärgat blod i avföringen, vilket inom de medicinska vetenskaperna kallas för hematochezi istället för ordet melena. Blod i avföringen påskyndar passagen genom tarmen då det är kraftigt laxerande. Eftersom det tar tid för blodet att oxideras innebär melena att blödningen vanligen kommer från de översta delarna av mag- och tarmkanalen som magsäcken eller tolvfingertarmen. Alternativt kan blödningen ske längre ner vid melena, men då så pass långsamt att blodet hinner brytas ned. En grov uppskattning är att det tar omkring 14 timmar för blodet att brytas ner och bli svart istället för rött. Därför kommer avföringen att vara rödfärgad (hematochezi) om passagen tagit kortare tid än 14 timmar och svartfärgad om passagen tagit längre än 14 timmar. Svart avföring under lång tid är inte melena utan beror vanligen på en ockult blödning i tjocktarmen. Melena är lös tjärliknande illaluktande avföring som kommer plötsligt.

## Diagnos
Ibland förekommer, förutom melena, tecken på blodbrist och/eller lågt blodtryck. Dock finns ofta inga andra symtom förutom melena. För att bekräfta att det verkligen rör sig om blod i avföringen så krävs ett hemooccult test, synligt blod på undersökandens finger eller ett guajaktest. Om blödningen kan misstänkas komma från de övre delarna av mag- och tarmkanalen så kan gastroskopi användas för att lokalisera blödningen. Blödningar från de nedre delarna av mag- och tarmkanalen framkallar vanligen hematochezi. För att lokalisera en sådan blödning kan koloskopi, scint eller angiografi användas.

## Orsaker
Den allra vanligaste orsaken till melena är magsår. Blödningar på andra ställen i den övre mag- och tarmkanalen kan också orsaka melena. Melena kan också orsakas av användning av antikoagulanta mediciner som till exempel Magnecyl, Treo, Trombyl eller Warfarin. Även tumörer i den övre mag- och tarmkanalen som eroderat ett kärl kan orsaka melena men innan dess har de ofta gett upphov till svart anföring.  Melena förekommer även vid andra sjukdomstillstånd såsom exempelvis trombocytopeni och hemofili.
Svart avföring kan orsakas av nedsvalt blod vid näsblod eller blodpudding samt järntillskott, samt vissa mediciner.
Melena kräver alltid akut sjukhusvård eftersom blödningen oftast är stor. Svart anföring är per definition inte melena men skall alltid skyndsamt kollas upp hos exempelvis vårdcentralen för att utesluta allvarliga sjukdomstillstånd.
En mindre allvarlig form av melena förekommer hos nyfödda 2-3 dagar efter nedkomst, vilket beror på att barnet svalt en del av moderns blod.